# Burgy
Burgy é uma comuna francesa na região administrativa de Borgonha-Franco-Condado, no departamento Saône-et-Loire. Estende-se por uma área de 2,88 km². Em 2010 a comuna tinha 124 habitantes (densidade: 43,1 hab./km²).